# Reguła baryczna

Na półkuli północnej stojąc twarzą do wiatru niskie ciśnienie (oznaczone literą L) ma się po prawej stronie

Reguła baryczna (prawo Buys Ballota) – doświadczalna reguła wyznaczania kierunku, w którym znajduje się niż i wyż baryczny. Zgodnie z tą regułą człowiek stojący plecami do wiatru na półkuli północnej ma po swojej lewej stronie obszar niskiego ciśnienia. Oznacza to, że wiatr na średnich szerokościach wieje wokół centrum niżu przeciwnie do wskazówek zegara („cyklonalnie”).
Reguła ta, wykorzystywana dawniej w żegludze, ma obecnie charakter historyczny. Efekt przez nią opisywany jest związany z występowaniem siły Coriolisa. Została ona opublikowana w 1857 przez C.H.D. Buys-Ballota, stąd bywa nazywana jego imieniem.